# تاربنا

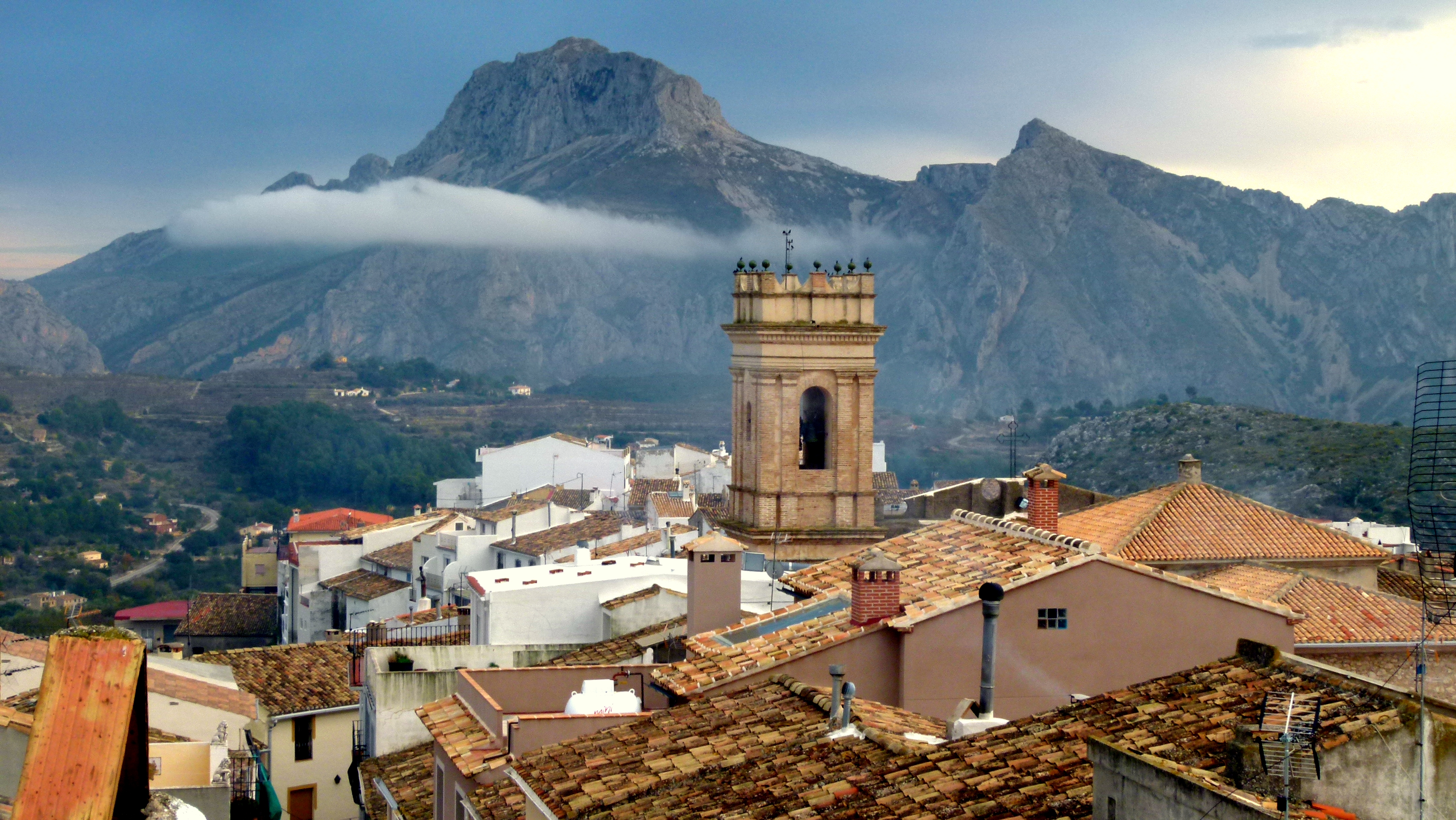
نمایی از دهستان تاربنا در استان آلیکانته، اسپانیا - ۲۰۱۰

تاربنا دهستانی در استان آلیکانتهٔ اسپانیا است.
در این دهستان ۷۵۱ نفر زندگی می‌کنند. مساحت این دهستان ۳۱٫۸۰ کیلومتر مربع است.